# Sistema di scrittura artificiale
Un sistema di scrittura artificiale, o neografia, è un sistema di scrittura che, anziché essersi evoluto naturalmente come parte di una lingua o una cultura, è stato creato specificamente da un solo individuo o un gruppo ristretto di persone. Spesso vengono progettati per essere utilizzati con le lingue artificiali, tuttavia molti vengono utilizzati nella sperimentazione linguistica o per molti altri fini pratici. Il più prominente sistema di scrittura artificiale è l'alfabeto fonetico internazionale. Alcuni, come l'alfabeto shaviano, l'alfabeto 26 e l'alfabeto deseret, vennero inventati per fungere da riforma ortografica della lingua inglese. Altri, tra cui il Visible Speech di Alexander Melville Bell e l'Unifon di John Malone vennero sviluppati per l'uso pedagogico. Blissymbols venne sviluppato come lingua ausiliaria internazionale scritta. I sistemi stenografici possono essere considerati sistemi di scrittura artificiali.

## Descrizione dei sistemi di scrittura artificiali

### Per lingue precedentemente non scritte
Alcuni, come l'alfabeto armeno, l'hangŭl, l'alfabeto glagolitico, il sillabario cherokee, lo N'Ko, il fraser, e l'alfasillabario Pollard, vennero creati per permettere a certe lingue naturali parlate, che non avevano mai avuto un proprio sistema di scrittura, di essere scritte. Il Fuþark antico e l'alfabeto ogamico si presuppone siano stati progettati da un singolo individuo ciascuno.

#### Sistemi di scrittura naturali tradizionali
Tutti i sistemi di scrittura, inclusi quelli "tradizionali" come il cinese o l'alfabeto arabo, sono di certo creazioni umane. Tuttavia, i sistemi di scrittura in genere si evolvono da altri sistemi di scrittura anziché essere progettati a tavolino da un individuo o da un gruppo di progettisti. Nella maggior parte dei casi gli alfabeti vengono adottati; ad esempio all'inizio una lingua viene scritta con il sistema di scrittura di un'altra lingua e solo gradualmente, col passare dei secoli, sviluppa peculiarità specifiche (come è avvenuto per le lettere w e j aggiunte all'alfabeto latino col passare del tempo). La costruzione di un sistema di scrittura richiede che l'autore sia a conoscenza almeno di un altro sistema di scrittura. Altrimenti l'invenzione non comprenderebbe solo il sistema di scrittura ma anche il concetto di scrittura stesso.
Di conseguenza, un sistema di scrittura artificiale è sempre informato di almeno un altro sistema di scrittura, rendendo difficile in alcuni casi decidere se una nuova scrittura è semplicemente un'adozione o una nuova creazione (per esempio l'alfabeto cirillico e gli alfabeti gotici sono quasi identici all'alfabeto greco ma furono senz'altro progettati da autori individuali).
Nei rari casi in cui un sistema di scrittura non si sia evoluto a partire da un sistema di scrittura precedente, ma da una proto-scrittura (i soli casi conosciuti sono la scrittura cuneiforme, i geroglifici egizi, la scrittura cinese e probabilmente la scrittura maya) il processo fu senz'altro un'evoluzione graduale di un sistema di simboli, non una creazione per progettazione.

### Per lingue artistiche

Il KLI piqaD è il sistema di scrittura del Klingon

I sistemi di scrittura artificiali meglio conosciuti dedicati alle lingue artistiche sono le Tengwar e le Cirth elaborate da JRR Tolkien, ma ne esistono molti altri, come il KLI piqaD del Klingon, l'aurebesh e lo d'ni.

### Per scopi tecnici
Molte neografie sono state inventate per scopi tecnici da specialisti in vari campi. Uno dei più noti tra questi è l'alfabeto fonetico internazionale (International Phonetic Alphabet, IPA), usato dai linguisti per descrivere i suoni del linguaggio umano con un dettaglio esaustivo. Nonostante sia basato sull'alfabeto latino, l'IPA contiene anche lettere inventate, lettere greche e numerosi segni diacritici.

## Unicode
Alcune neografie sono state codificate in Unicode, in particolare l'alfabeto shaviano e l'alfabeto deseret. Una proposta per il pIqaD klingon venne rigettata poiché la maggior parte dei locutori della lingua klingon in genere si serve dell'alfabeto latino per scrivere, ma sia le Tengwar che le Cirth al momento sono sotto esame.
Esiste un progetto non ufficiale per coordinare l'assegnazione di combinazioni di bit ai caratteri dei sistemi di scrittura artificiali nell'area d'uso privata Unicode (da U+E000 a U+F8FF e da U+000F0000 a U+0010FFFF), conosciuto come ConScript Unicode Registry.